# Иштван Прибој
Иштван Прибој (мађ. Priboj István, словен. Štefan Priboj; Будимпешта, 2. мај 1894 — Жилина, 27. октобар 1957), је био бивши мађарски интернационалац и словачки фудбалер и тренер. Играо је за Ујпешт ТЕ, |ЧсШК Братиславу и Динамо Жилина, а био је и најбољи стрелац мађарског шампионата 1922/23. Од 1919. до 1925. године одиграо је 6 утакмица за репрезентацију Мађарске и постигао 3 гола. Од 1940. до 1941. тренирао је |репрезентацију Словачке.

## Каријера

### Ујпешт ТЕ
У сезони 1922/23, био је први стрелац Ујпешта и мађарског првенства са 25 голова. Исте сезонр је са Ујпештом завршио на другом месту лиге.

### Репрезентација Мађарске
У репрезентацији Мађарске је наступио 6 пута између 1919. и 1925. године и постигао је 3 гола.

### Чехословачка
Године 1925. био је члан другог тима Спарте Праг. Између 1926. и 1931. године био је играч |ЧсШК Братиславе и два пута је освајао прва места у првенствима оба фудбалска савеза (ЧСАФ, ЧССФ) која су тада деловала, а 1930. године освојио је и аматерско првенство. Играо је и у тиму СК Жилина.

### Тренер
Између 1940. и 1941. био је селектор репрезентације Словачке. Са репрезентацијом је имао 1 реми и 3 пораза у 4 меча. Од клубова је тренирао ФК Жилину у периоду између 1932. до 1937. године.